# Inferno (Lordi)
«Inferno» es la primera canción de Lordi creada en 1993, que fue publicada en Rovaniemi en el álbum recopilatorio Rockmurskaa dos años después con una combinación de terror, fantasía y música heavy metal de siete minutos. El videoclip de dicha canción también se llevó a cabo por el mismo Mr.Lordi, el cual lo protagonizaban los amigos de Tomi maquillados, con máscaras y con decoraciones de terror creadas por él. En dicho videoclip sale Tomi Putaansuu sin máscara, por lo que el video no ha sido publicado por normas de la banda.
Putaansuu más adelante estableció la banda Lordi junto con los miembros de aquel momento de la banda. La canción era una creación propia de Tomi Putaansuu, al igual que la creación de la banda en 1996.